# بزچا
بزچا (به ایتالیایی: Bezzecca) یک منطقهٔ مسکونی در ایتالیا است که در لدرو واقع شده‌است. بزچا ۱۷٫۷ کیلومتر مربع مساحت و ۵۸۷ نفر جمعیت دارد.

## خواهرخوانده
شهر کاستیلیونه دله استیویره خواهرخواندهٔ بزچا هست.